# President’s Cup (tenis)
President’s Cup – męski turniej tenisowy wchodzący w skład rozgrywek ATP World Tour, rozgrywany w uzbeckim Taszkencie w latach 1997–2002 na nawierzchni twardej.

## Mecze finałowe

### gra pojedyncza mężczyzn
| Rok  | Zwycięzca             | Finalista             | Wynik       |
| 2002 | Jewgienij Kafielnikow | Uładzimir Wałczkou    | 7:6(6), 7:5 |
| 2001 | Marat Safin           | Jewgienij Kafielnikow | 6:2, 6:2    |
| 2000 | Marat Safin           | Davide Sanguinetti    | 6:3, 6:4    |
| 1999 | Nicolas Kiefer        | George Bastl          | 6:4, 6:2    |
| 1998 | Tim Henman            | Jewgienij Kafielnikow | 7:5, 6:4    |
| 1997 | Tim Henman            | Marc Rosset           | 7:6(2), 6:4 |

### gra podwójna mężczyzn
| Rok  | Zwycięzcy                             | Finaliści                      | Wynik           |
| 2002 | David Adams Robbie Koenig             | Raemon Sluiter Martin Verkerk  | 6:2, 7:5        |
| 2001 | Julien Boutter Dominik Hrbatý         | Marius Barnard Jim Thomas      | 6:4, 3:6, 13–11 |
| 2000 | Justin Gimelstob Scott Humphries      | Marius Barnard Robbie Koenig   | 6:3, 6:2        |
| 1999 | Oleg Ogorodov Marc Rosset             | Mark Keil Lorenzo Manta        | 7:6(4), 7:6(1)  |
| 1998 | Stefano Pescosolido Laurence Tieleman | Kenneth Carlsen Sjeng Schalken | 7:5, 4:6, 7:5   |
| 1997 | Vincenzo Santopadre Vince Spadea      | Hiszam Arazi Ejal Ran          | 6:4, 6:7, 6:0   |